# Байда (острів)

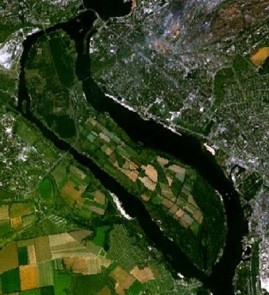
Світлина з космосу. Чітко розрізняється острів Хортиця, Мала Хортиця (ліворуч вгорі), міста Запоріжжя.

Ба́йда, Вирва, Мала Хортиця, Канцерівський — острів на Старому Дніпрі, рукаві Дніпра, у межах міста Запоріжжя між островом Хортицею та місцевістю Бабурка. Острів зберігає у собі чимало загадок, що робить його цікавою пам'яткою Запоріжжя. Площа острова Байда становить 7 га.

## Опис
Довжина острова — 560 метрів, ширина — 170 метрів. Площа — 7 гектарів. Скелі на північному боці підіймаються на 12 метрів (за іншими даними — 14 метрів) над рівнем води. Острів не завжди називався ім'ям Байди. У різні часи та у різних джерелах можна знайти назви Мала Хортиця, Верхньохортицький, Вирва, Канцеровський, Гадючий, Гетьманський і навіть Лізи Чайкіної.

## Археологія
У північній частині Вирви виявлено багатошарове поселення:
- 7-ий шар — залишки укріплень часів російсько-турецької війни 1735—1739 років для захисту запорізької верфи. Досі присутні рови і вали;
- 6-ий шар — залишки Першої Запорозької Січі - містечка з фортецею, побудованого Дмитром Вишневецким (Байдою) у середині XVI сторіччя (1552—1557 роки);
- 5-ий шар — городище перших сторіч нашої ери;
- 4-ий шар — городище білозерської культури (XII—X сторіччя до Р.Х.);
- 3-ий шар — городище сабатинівської культури (XIV—XII сторіччя до Р.Х.);
- 2-ий шар — городище складної кам’яної архітектури площею близько 2,2 гектара катакомбної культури XX і XVIII—XVII сторіччя до Р.Х.!
- 1-ий — найдавніший з усіх, — поселення мідної доби середньостогівської культури.[1]

## Історія
На Малій Хортиці було виявлено сліди поселення, що належить до епохи бронзи. Тобто люди жили на острові ще у IV-III тис. До н.е. Острів був заселений в усі часи. Поселення на острові було в античні часи, у перші роки нашої ери, в епоху Київської Русі.
У 1556 волинський князь Дмитро Вишневецький побудував на Малій Хортиці дерево-земляний городок-фортеця, який був прототипом Запорізької Січі. Про це свідчать залишки укріплень. Під час розкопок були знайдені монети XVI ст., уламки шабель, рушниці, наконечники списів та стріл. У князя було прізвисько Байда, звідси й друга назва острова.
У стародавніх козацьких думах прославляється легендарний козак Байда, ототожнюваний деякими істориками з князем Вишневецким, який побудував у середині XVI сторіччя на цьому острові деревоземляний острог. Цей острог, відомий у джерелах як «хортицький замок», у сучасній літературі часто помилково називають «першою Запорозькою Січчю». Замок на Байді (на той час — Мала Хортиця) проіснував з 1552 по 1557 роки — турецько-татарське військо після довгої облоги захопило та зруйнувало його. Результати археологічних та гідро-археологічних досліджень 1990—2000-х років підтвердили розташування замку князя Вишневецького на острові .
У 1557 році кримський хан Девлет I Гірей зробив спробу узяти фортецю Вишневецького. Бої тривали 24 дні. Фортеця встояла. І хан був змушений відступити. У 1558 році хан знову прийшов в ці землі. На цей раз Дмитро Вишневецький позбувся великої кількості людей, коней і прожитку. Він був змушений відступити до Канева і Черкас. Після відходу козаків з Хортиці містечко Байди, ймовірно, було зруйноване татарами.
У XVIII сторіччі, у 1736—1739 роках, тут була споруджена корабельня і побудована невелика фортеця.
На картах XVIII сторіччя острів Байда мав розміри втричі більші теперішніх. Повені та паводки змили землю переважно на південній частини Вирви, що не має захисної стіни скель.
У 1970-х роках острів почав зменшуватися. Це було пов'язано з запуском машинного залу ДніпроГЕС-2. Посеред острова почався розплід змій.
У 1980-х роках ситуація змінилася. Мала Хортиця була упорядкована. Тут побудували туристичну базу. У зв'язку зі статусом заповідної зони тут були зведені дерев'яні будиночки. Щоб винищити змій на острові облаштували мініферму їжачків. Також на Малій Хортиці живуть дикі гуси, фазани та куріпки.

## Відпочинок на Байді
На Байді можна відпочивати, допливши сюди на човні. На східному березі розташована невелика база відпочинку для запорізьких металургів.